# Roccapalumba
Roccapalumba – miejscowość i gmina we Włoszech, w regionie Sycylia, w prowincji Palermo.
Według danych na rok 2004 gminę zamieszkiwały 2843 osoby, 91,7 os./km².